# Weinsberg Forst
Weinsberg Forst är en skog i Österrike.   Den ligger i förbundslandet Niederösterreich, i den nordöstra delen av landet, 100 km väster om huvudstaden Wien.
I omgivningarna runt Weinsberg Forst växer i huvudsak blandskog. Runt Weinsberg Forst är det ganska tätbefolkat, med 52 invånare per kvadratkilometer.